# Europol
La Oficina Europea de Policía (oficialmente, Agencia de la Unión Europea para la Cooperación Policial), más conocida por el acrónimo Europol, es la agencia encargada de planificar y coordinar las investigaciones y operaciones contra organizaciones criminales y terroristas en la Unión Europea, en colaboración con las autoridades estatales. Esta agencia institucionaliza la cooperación policial y judicial, entre cuyas premisas se encuentra la apertura de las fronteras nacionales como consecuencia directa de la libre circulación de personas y el avance de la integración europea. Depende directamente del comisario europeo de Asuntos de Interior y está adscrita a la Dirección General de Migración y Asuntos de Interior de la Comisión.
La realidad de esta acción común ha dado su fruto con la creación de un Sistema de Información Schengen, ya que facilita el intercambio de información entre las distintas policías nacionales de los Estados miembros bajo el control de una oficina nacional, Sirene, que controla la validez de la información transmitida.
Compuesto por más de 1 400 personas, de las que 264 son oficiales de enlace Europol (OEE), Europol es financiada por el presupuesto de la Unión, enmarcado dentro del Marco Financiero Plurianual (2021-2027).

## Historia
Con motivo del acto del Consejo de 26 de julio de 1995 se dio origen a la creación de la Oficina Europea de Policía (convenio Europol). Este Convenio Europol ha sido objeto de varias modificaciones, y la última data de 27 de noviembre de 2003. 
La creación Europol fue acordada en el Tratado de la Unión Europea (TUE) y formalmente inició sus actividades como Unidad de drogas de Europol (EDU) el 3 de enero de 1994. Con el paso del tiempo se fueron agregando otras áreas tácticas hasta el 1 de julio de 1999, fecha en que adoptó su estructura actual.
El primer director fue el alemán Jürgen Storbeck. Así mismo, estuvo encabezada por el también alemán Max-Peter Ratzel. En la actualidad, el director es el británico Rob Wainwright.

## Objetivo
El objetivo de Europol consiste en mejorar, en el marco de la cooperación entre los Estados miembros, la eficacia de los servicios correspondientes de dichos Estados y la cooperación entre los mismos con vistas a la prevención y lucha contra el terrorismo, el tráfico ilícito de estupefacientes, el abuso sexual infantil y la distribución de material pornográfico infantil, trata de seres humanos y otras formas graves de delincuencia internacional 

## Misiones
Los Estados miembros de la UE crearon Europol para aumentar la seguridad del espacio común. Europol es una oficina de policía criminal intergubernamental que facilita el intercambio de información entre las policías nacionales en materia de estupefacientes, terrorismo, crimen internacional y pederastia. Además, el artículo 3 del Convenio establece que se extenderá la competencia de Europol a los delitos de blanqueo de dinero y delitos conexos. 
Los cambios más importantes que se han llevado a cabo con la última modificación son aquellos referidos a la ampliación de competencias y la armonización de conceptos. Entre las nuevas competencias de Europol se encuentran las formas graves de delincuencia internacional que serán objeto de una acción prioritaria y la lucha contra el fraude, en la medida en que atañe al fraude fiscal y aduanero. También, se han armonizado delitos como el fraude, la corrupción y falsificación de moneda y medios de pago. 
Europol tiene competencia en los 27 Estados de la Unión, aunque toda actividad que realice deberá llevarse a cabo estando en contacto y de acuerdo con la autoridad nacional del Estado en el que actúe, que además, será el encargado de aplicar las medidas coercitivas que tenga por conveniente. 

### Logros
Entre otras cosas, la cooperación policial ha permitido que el 14 de junio de 2005 se interrogara a 30 personas en el marco de una vasta cooperación lanzada en agosto de 2004 a través de trece estados contra la pornografía infantil en internet; arrestar simultáneamente en Países Bajos, Reino Unido y Francia a once personas pertenecientes a un grupo que organizaba el transporte ilegal de trabajadores clandestinos iraníes que transitaban por los países escandinavos hacia el Reino Unido y Canadá; desmantelar una red de tráfico de drogas dirigida por una organización criminal con base en Italia compuesta por italianos, neerlandeses y sudamericanos que pasaban de contrabando cocaína proveniente de Latinoamérica hacia Italia y Países Bajos; poner en marcha una investigación sobre el tráfico de vehículos robados en España encaminados a Alemania.
Este órgano desmanteló la mayor red de pederastia y pornografía infantil del mundo en marzo de 2011, con 70 000 miembros en 30 países y 184 detenidos. Además, 230 menores fueron puestos bajo la protección de las autoridades, lo que supuso "el mayor número de víctimas hasta ahora protegidas en el marco de este tipo de investigaciones", según un comunicado de Europol.

## Actividades
Intercambio de datos: Europol participa en la lucha contra la criminalidad en Europa, contribuyendo a la mejora en la cooperación entre oficiales de enlace Europol (OEE) distribuidos cerca de la oficina por los Estados miembros, por la transmisión simple y directa de la información necesaria a las investigaciones (simplificación de procesos de investigación, reducción de obstáculos jurídicos o burocráticos...). Coordina y centraliza las investigaciones frente a las organizaciones criminales de dimensión europea o internacional.
En el marco de la lucha contra la criminalidad (tráfico ilícito de estupefacientes, de vehículos robados, lavado de dinero, trata de seres humanos y terrorismo), Europol aporta su competencia:
- A los equipos comunes de investigación por intermedio de las unidades nacionales Europol.
- A la estructura de enlace operacional de los responsables de los servicios de policía europeos (task force), a fin de permitir el intercambio de experiencias y prácticas contra la criminalidad transfronteriza.

La unidad de cooperación judicial (Eurojust) aporta su competencia en las investigaciones relativas a los asuntos de criminalidad, organizada en parte sobre la base del análisis efectuado por Europol. Esta unidad está compuesta por procuradores, magistrados u oficiales de policía de los Estados miembros que tengan competencias equivalentes, dependiendo de cada estado según su sistema jurídico.
El colegio europeo de policía (Cepol) tiene por misión formar a los altos responsables de los servicios de policía de los Estados miembros, así como de los estados candidatos a la adhesión. El Cepol tiene por objetivo neto profundizar el conocimiento de los sistemas y las estructuras nacionales de los otros Estados miembros de Europol, así como de la cooperación transfronteriza en la UE.
Análisis e informe: las investigaciones, las informaciones y los análisis operacionales de tipo estratégico son comunicados respetando las legislaciones nacionales y según las instrucciones dadas a los OEE por sus ministros competentes (netamente en lo que concierne a la protección de datos personales).
Sistema de informática Europol (TECS): la convención de Europol prevé la instalación de un sistema informático que permita la introducción, el acceso y el análisis de datos. Este sistema informático está compuesto de tres elementos principales: un sistema de análisis y un sistema de índice, que existe en la actualidad, y un sistema de información del que una versión provisional es operativa desde enero de 2002. Una autoridad de control común compuesta por dos expertos en protección de datos por cada estado vigila el contenido y la utilización de todos los datos de carácter personal a disposición de Europol.
Asistencia técnica: Europol investiga sobre las redes criminales en los Estados miembros, envía sobre el terreno a expertos, crea equipos de investigación comunes (policías, gendarmes, policías de aduana) y exige a los policías nacionales investigar sobre asuntos concernientes a diferentes estados. Europol no tiene mandato ejecutivo y no funciona a través de la coordinación y transmisión de informaciones sobre el control y la responsabilidad jurídica de los estados concernidos. Por ejemplo, son los cuerpos policiales de los estados quienes ejecutan las detenciones.

## Funcionamiento
Europol está vinculada en cada Estado miembro de la Unión Europea a una única unidad nacional que se crea o designa partiendo de las funciones que se regulan en el artículo 4 del expresado convenio y que están relacionadas con el intercambio de información de datos necesarios para hacer más eficaz la lucha contra la delincuencia internacional en el marco de la acción común. 
Tras la adopción de la Decisión Marco de 13 de junio de 2002, sobre "equipos conjuntos de investigación", se permite a sus miembros participar en los mencionados equipos, siempre y cuando los delitos que investiguen sean competencia suya y haya un autorización previa entre el director de Europol y las autoridades competentes de los Estados miembros que participen en la investigación.
Europol es responsable frente al Consejo de ministros de Justicia y Asuntos Interiores. El consejo de la Unión Europea está encargado del control global y de la orientación de Europol. A él le incumbe nombrar al director, los directores adjuntos y adoptar el presupuesto.
El Consejo administrativo de Europol, constituido por un respresentante de cada estado, tiene como tarea controlar las actividades de la organización. El director es elegido por periodos de cuatro años.
Cada Estado designa una unidad especial de policía nacional encargada de las relaciones con Europol y delega oficiales de relación que participan en trabajos de intercambio de información y de análisis.

## Sede
La sede de la Europol es un edificio de oficinas en La Haya, Países Bajos, que concentra la mayoría de las funciones importantes de la Agencia de la Unión Europea para la Cooperación Policial. Basado en un diseño del despacho de arquitectos Quist Wintermans, el edificio forma parte del World Forum Convention Center. La inauguración de la sede tuvo lugar en una ceremonia presidida por la reina Beatriz en 2011.

## Personal
El personal destacado en la sede de La Haya procede, en su mayoría, de cuerpos de policía, aduanas, y servicios de inmigración, y está integrado por los oficiales de enlace de cada país miembro, por los expertos nacionales cedidos por cada estado miembro y por el personal propio contratado por la institución. En ningún caso cuentan con autoridad para actuar en ningún país en calidad de miembros de la institución (a nivel anecdótico, cabe mencionar que carecen de distintivos de carácter policial y, por supuesto, de armas reglamentarias). Entonces, la capacidad operativa a día de hoy en Europol está ya consolidada como un organismo de apoyo operativo a las investigaciones emprendidas por dos o más estados parte; este apoyo se traduce en productos analíticos, en actuar de foro de contacto y coordinación entre policías de la UE; en este último papel es donde entra en juego la herramienta de su acción operativa: los equipos conjuntos de investigación.